# Сульфат мышьяка(III)
Сульфат мышьяка(III) — неорганическое соединение,
соль мышьяка и серной кислоты с формулой As2(SO4)3,
кристаллы,
разлагается в воде.

## Получение
- Растворение оксида мышьяка(III) в концентрированной серной кислоте:

{\displaystyle {\mathsf {As_{2}O_{3}+3H_{2}SO_{4}\ {\xrightarrow {}}\ As_{2}(SO_{4})_{3}+3H_{2}O}}}

## Физические свойства
Сульфат мышьяка(III) образует кристаллы.
Разлагается водой.

## Применение
- Компонент пиротехнических смесей.